# 兵庫県洋菓子技術専門校
兵庫県洋菓子技術専門校（ひょうごけんようがしぎじゅつせんもんこう）は、兵庫県洋菓子協会が運営する認定職業訓練による職業能力開発校。洋菓子技術者及び経営者の育成に努めている。

## 概要
訓練生として入校できるのは、兵庫県洋菓子協会の会員事業所の従業員とし、昼間仕事をしながら兵庫県洋菓子協会の実技指導員を講師とし、訓練生を派遣する事業所は職場訓練を分散訓練として訓練生の指導を行う職業訓練指導員免許（パン・菓子科）取得者がいることを条件にしている。
カリキュラムは、職業能力開発促進法に基づく普通職業訓練普通課程パン・菓子製造科を採用し、履修は集合訓練と、各事業所において実施する分散訓練で併せて1400時間になる。訓練期間は1年とし、校内での集合訓練は、5月中旬より10月下旬までの間に毎週5日間午後6時から午後9時30分まで実施している。
修了後の資格特典等として 技能検定2級学科試験免除などがあり、受検資格年限短縮をうけるほか、在校中に校内で技能検定2級試験の受検も可能にしている。厚生労働省令で定める修了証書の他、技能照査合格者には県知事より技能士補の合格証明が出され、また、技能士補となったあと実務経験6年以上経て、48時間講習を受講し修了した者は、パン・菓子科の職業訓練指導員免許を申請可能。さらに職業訓練指導員免許を取得していると1級技能検定受検の際、学科試験は免除をうける。
- 所在地：神戸市灘区鹿ノ下通1丁目2番16号

## 公式サイト
- 兵庫県洋菓子技術専門校

座標: 北緯34度42分34秒 東経135度14分4.4秒 / 北緯34.70944度 東経135.234556度